# Black Butte (Oregon)
Der Black Butte ist ein 1963 m hoher Schichtvulkan im US-Bundesstaat Oregon, nahe der Stadt Sisters, der zum Kaskadengebirge gehört.

## Lage
Der Schichtvulkan Black Butte erhebt sich knapp 14 km nordnordwestlich des Zentrums der Stadt Sisters im Jefferson County an der Grenze zum Deschutes County im US-Bundesstaat Oregon. Die Gegend um den Berg gehört zum Deschutes National Forest.
Er liegt östlich des Hauptkammes der Kaskadenkette, wodurch er wesentlich weniger Niederschläge erhält als die weiter westlich gelegenen Erhebungen. Er ragt mehr als 900 m über das umliegende Land auf und ist aufgrund seiner symmetrischen Form eine weithin sichtbare Landmarke.
Der Berg ist weitgehend dicht bewaldet, nur im unmittelbaren Gipfelbereich ist der Baumbestand lichter. Durch die exponierte Lage ist der Gipfelbereich in der Vergangenheit wiederholt von durch Blitzschlag verursachten Waldbränden betroffen gewesen, wie z. B. im Jahr 2009.
Am Nordfuß des Black Butte liegen die Metolius Springs, die Quellen des Metolius River, die den Fluss aus zwei Quelltöpfen mit hoher Schüttung speisen.
Vom Gipfel des Black Butte bietet sich ein umfassender Rundblick. Im Westen erheben sich die Gipfel der Kaskadenkette (Three Sisters im Südwesten, Mount Washington und Three Fingered Jack im Westen, Mount Jefferson und Mount Hood im Norden). Im Osten und Südosten erstreckt sich das Hügelland der High Desert, während im Süden der Newberry-Vulkan zu sehen ist. Bei guten Verhältnissen reicht der Blick im Norden bis zum knapp 200 km entfernten Mount Adams (im Panorama unten ist er schemenhaft rechts neben dem Mount Hood erkennbar).

## Geologie
Der Black Butte ist ein Schichtvulkan, der nach aktuellen Erkenntnissen vor rund 1,4 Millionen Jahren letztmals ausgebrochen ist. Damit ist der Black Butte deutlich älter als die Gipfel des Kaskaden-Hauptkammes. Über Alter und Natur des Berges existieren jedoch widersprüchliche Angaben.
Einigen Quellen zufolge handelt es sich um einen Schlackenkegel, der allerdings nach derart langer Zeit durch Erosion stark überformt bzw. abgetragen worden wäre. Das vorliegende Gesteinsmaterial sowie seine Höhe von fast 1000 m über der Umgebung – reine Schlackenkegel werden selten mehr als wenige 100 m hoch – sprechen gegen diese Angaben.
Die für das Alter geringe Erosion – speziell im Vergleich mit den deutlich jüngeren, aber stark erodierten Nachbargipfeln wie dem Mount Washington, der nur wenige 100.000 Jahre alt, jedoch bereits bis auf den Schlot abgetragen ist – wird durch die Lage im Regenschatten des Kaskaden-Hauptkammes erklärt. Diese Lage führte dazu, dass sich während der Kaltzeiten keine Vergletscherung ausbilden konnte und auch die Gletscher der westlich gelegenen High Cascades nicht bis zum Black Butte reichten.

## Nutzung
Durch seine exponierte Lage in einem ausgedehnten Waldgebiet wird der Gipfel seit mindestens Anfang des 20. Jahrhunderts als Feuerwacht genutzt. Ein erster einfacher Beobachtungsposten entstand wohl um 1910, bevor im Jahre 1922 ein erstes festes Gebäude errichtet wurde, eine noch erhaltene Kombination aus Wohnhütte und Aussichtskanzel (als Dachaufbau), eine damals standardisierte Bauform (D-6 cupola).
1934 wurde ein ca. 25 m hoher Turm errichtet, da die Aussichtskanzel nicht ausreichend Übersicht bot. 1980 entstand unterhalb des ersten Baus von 1922, der bis dahin als Personalunterkunft gedient hatte, eine Blockhütte als Wohnhaus für die Wachhabenden. Als Ersatz für den baufällig gewordenen Turm von 1934 wurde 1995 der noch heute genutzte ca. 20 m hohe Turm errichtet. Der Turm von 1934 stürzte im Winter 2001 / 2002 nach starkem Schneefall ein.

## Zugang
Der Gipfel des Black Butte ist zu Fuß über einen markierten Wanderweg erreichbar. Ein vom United States Forest Service betriebener, gebührenpflichtiger Wanderparkplatz in der Westflanke auf knapp 1500 m Höhe ist über eine Waldstraße (Schotterpiste) erreichbar.
Den Ausgangspunkt erreicht man über den U.S. Highway 20, der den Berg am Südfuß passiert, indem man 6,3 Meilen (11 km) nördlich von Sisters in die Indian Ford Road (Forest Service Road 11) einbiegt. Nach knapp 4 Meilen (6,5 km) zweigt links die Forest Service Road 1110 ab (Hinweisschild zum Black Butte Trailhead), die nach 5,5 Meilen (knapp 9 km) am Wanderparkplatz endet. Speziell für die letzte Meile sind ausreichende Bodenfreiheit und Allradantrieb sehr empfehlenswert. Für die Anfahrt sind von Sisters aus ca. 45 min. zu veranschlagen.
Der Wanderweg steigt vom Parkplatz auf knapp 2 Meilen (3 km) teils recht steil zum Gipfel an.